# 2016 en Égypte
Chronologie de l'Égypte
- 2012
- 2013
- 2014
- 2015
- 2016
- 2017
- 2018
- 2019
- 2020

Cet article présente les faits marquants de l'année 2016 en Égypte.

## Évènements
- 19 mai :  un Airbus A320 effectuant le vol EgyptAir 804, un vol international régulier entre Paris et Le Caire est porté disparu alors qu'il vole à 37 000 pieds, soit environ 11 300 mètres et s'écrase en mer Méditerranée, ne laissant aucun survivant parmi les 56 passagers et 10 membres d'équipage.

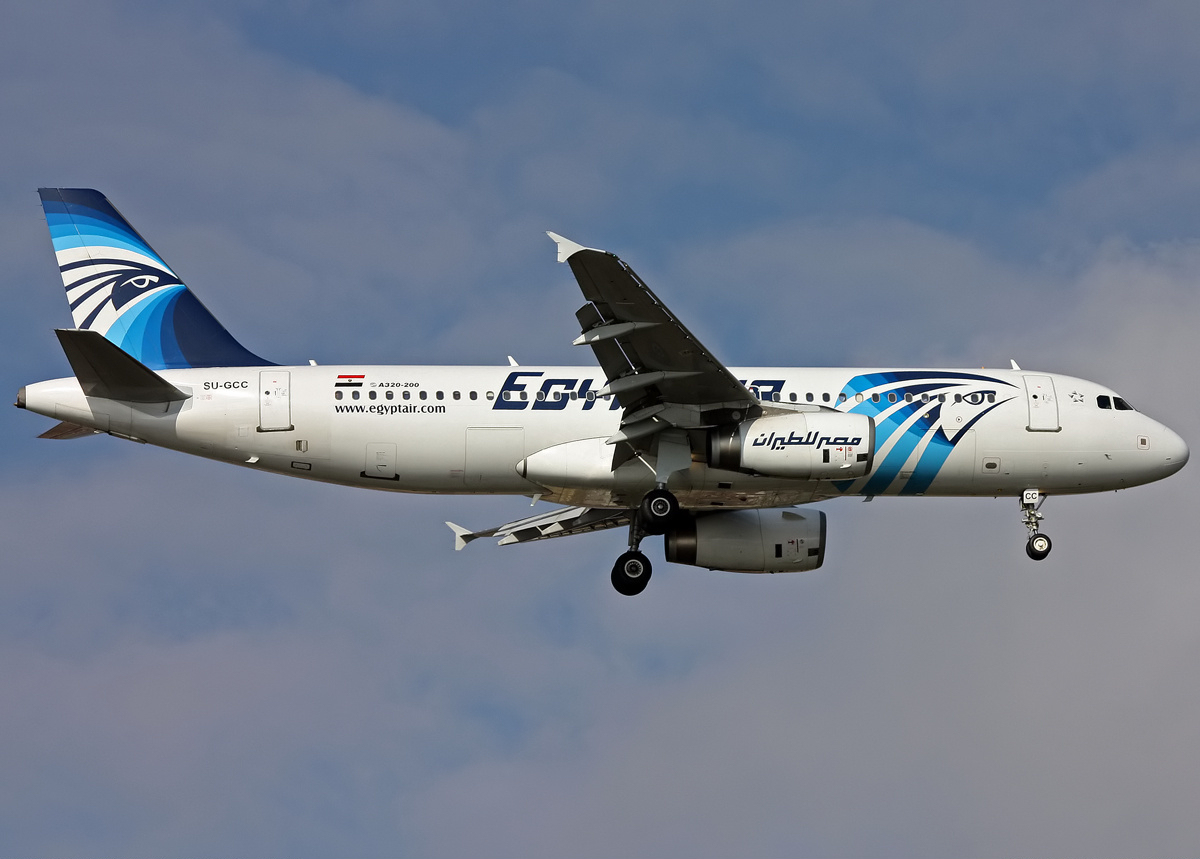
SU-GCC, l'Airbus A320 d'EgyptAir impliqué dans l'accident, ici en approche finale à l'aéroport d'Istanbul-Atatürk, en Turquie, en janvier 2011.

- 10 octobre : faisant face à des mouvements de contestation, le gouvernement éthiopien déclare l'état d'urgence pour une durée de six mois et accuse l'Égypte de financer des rebelles indépendantistes[1].
- 9 décembre : six policiers sont tués dans un attentat au Caire en Égypte[2] ;
- 11 décembre : attentat de l'église Saint-Pierre-et-Saint-Paul du Caire. Il s'agit d'un attentat islamiste qui a eu lieu le 11 décembre 2016 au Caire, en Égypte. Parmi les fidèles participant à la messe dominicale, 27 personnes sont tuées, et 49 sont blessées. Trois jours de deuil national ont été décrétés[3]. Revendiqué par l'État islamique, c'est l'attentat le plus meurtrier contre les coptes depuis l'attentat d'Alexandrie en 2011[4].

## Culture

### Cinéma
- Clash (film, 2016).
- Je suis le peuple.
- Le Ruisseau, le Pré vert et le Doux Visage

## Sport
- Égypte aux Jeux olympiques d'été de 2016
- Égypte aux Jeux paralympiques d'été de 2016

### Cyclisme
- Tour d'Égypte 2016

### Football
- Finale de la Ligue des champions de la CAF 2016
- Championnat d'Égypte de football 2015-2016

### Handball
- Équipe d'Égypte masculine de handball aux Jeux olympiques d'été de 2016
- Championnat d'Afrique des nations masculin de handball 2016

### Lutte
- Championnats d'Afrique de lutte 2016

### Squash
- Championnat du monde masculin de squash 2016
- Al-Ahram International féminin 2016
- Al-Ahram International masculin 2016
- El Gouna International 2016
- Wadi Degla Open 2016

### taekwondo
- Championnats d'Afrique de taekwondo 2016